# Burg Arnholz
Die Burg Arnholz, früher Narrenholz, Narenholz bzw. Nornholz genannt, sind die verbauten Reste einer Höhenburg in der Gemeinde Matrei am Brenner (Schöfens 20) im Bezirk Innsbruck-Land von Tirol.

## Geschichte
Urkundlich wird Arnholt erstmals 1257 als Filiationssitz von tirolischen Ministerialen, der Herren von Matrei, erwähnt (domo eorum Narrenholz). 1271 nannte sich Otto II. von Matrei, Sohn des Otto I., erstmals „von Nardenholze“. Zu Beginn des 14. Jahrhunderts wird mehrmals eine Petrise de Narrenholtz, Frau des Johann von Schrofenstein, erwähnt. Im 14. und 15. Jahrhundert war der Ansitz im Besitz der Freundsberger und des Burkhard Streun (Strein) (vor 1450).
Nach dessen Tod wurde das heimgefallene Lehen dem Parcivallen von Annenberg von Sondergnaden übergeben. 1497 war Arnholz Sitz des Wolfgang Stewesen und des Wolfgang Schlandersberg. 1527 folgt ein Sohn des Sixt von Trautson. Unter den Schlossherren des 16. Jahrhunderts befanden sich Leonhard von Spaur an Stelle seiner Frau Maria Strewin (1530), Georg Fieger (1534) und Eustach von Neydegg. 1561 kaufte der Innsbrucker Harnischmacher Michel Witz den Ansitz von seinem Schwager Kumpf, Zöllner am Lueg am Brenner. 1585 folgten als Besitzer Caspar und Balthasar Pockh, die 1588 mit dem Prädikat „von Arnholz“ geadelt wurden. 1597 wurde Narrenholz nach dem Wunsch des Besitzers in Arnholz umbenannt. Der Ansitz blieb fast 170 Jahre bei dieser Familie. Erst nachdem Karl Anton Pockh 1747 ohne Nachkommen gestorben war, wurde er 1756 dem Franz Josef von Debern verliehen. 1867 wurde das Lehen abgelöst. 1885 ging der Ansitz an Herrn Buchgschwendtner in Matrei, in diesem Jahr wurde in dem Schloss eine Fremdenpension eingerichtet. Dann ging der Besitz 1888 an Franz Kraft in Innsbruck und 1914 an Hauptmann Huogo Scheffel aus Dresden.

## Burg Arnholz heute
Ursprünglich stand hier nur ein rechteckiger Turm bzw. ein „festes Haus“, das heute in dem östlichen Teil des Gebäudes verbaut ist. Dieser alte Kern besitzt 1,9 m dicke Mauern. Vor 1600 wurde der auf der Talseite gelegene Teil des Hauses hinzugebaut. Weitere Zu- und Umbauten um 1600 führten zu dem heutigen, das Haus durchziehenden Flur und einem aus den Felsen geschlagenen Keller. 1895 wurde darüber das sogenannte Musikzimmer errichtet. Der zwischen Musikzimmer und dem Altbau erstellte Turm stammt von 1928. Danach wurde das ganze Gebäude um einen Stock erhöht. Die Abschrägung an der Südwestecke deutet darauf hin, dass vermutlich hier ein später abgerissener Anbau stand.
Unterhalb des Ansitzes steht der dreigeschoßige Basteiturm (Debernturm) aus dem 16. Jahrhundert, der einen Durchmesser von 7 m aufweist. Er ist ca. 12 m hoch und mit einem blechernen Kegeldach gedeckt. Der Turm ist an der Ostseite durch ein Rundbogentor zugänglich. Im Obergeschoß ragen drei halbrunde Erker aus dem Bau. Schießscharten und kleine Fenster wurden bei späteren Umbauten zugemauert. Die Umrahmungen sind mit Ecken- und Kugelmotiven verziert. Dem Turm wird keine militärische Bedeutung zugeschrieben, sondern war eine dekorative Spielerei aus der Zeit der Pockhs. 1943/44 war hier eine Bar untergebracht.
Durch die Einquartierung italienischer Soldaten kurz nach dem Ende des Ersten Weltkrieges wurden beträchtliche Schäden angerichtet. Diese wurden 1928 durch die damalige Eigentümerin Mitta Berghaus behoben, die neuerlich größere Umbauten vornahm. 1958 kam Arnholz an Baronin Magda an der Lan. 1961 kaufte Robert Schärff das Anwesen, ließ es restaurieren und mit Möbeln neu ausstatten, die zum Teil aus Schloss Itter stammten. Zwischen 1956 und 1964 wurden umfangreiche Restaurierungsarbeiten vorgenommen. Das reichhaltige, aus Schloss Itter stammende Inventar wurde 1979 veräußert. Das Anwesen ist nun im Besitz von Ulrike Larcher (früher Katzlberger).

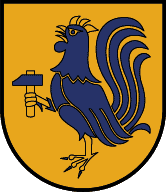
Wappen von Pfons

Der Hahn im Wappen von Pfons ist das Wappentier des ersten Besitzers der Burg Narren- oder Nornholz; der von ihm gehaltene Hammer weist darauf hin, dass im Gebiet von Pfons der sogenannte „Matreier Serpentin“ abgebaut wurde, der in vielen kirchlichen Bauwerken Verwendung fand.